# Mohamed Wade
Mamadou "Mohamed" Idrissa Wade (ur. 9 czerwca 1985 w Rusu) – mauretański piłkarz grający na pozycji lewego obrońcy. W swojej karierze rozegrał 32 mecze w reprezentacji Mauretanii.

## Kariera klubowa
Swoją karierę piłkarską Wade rozpoczął w klubie ASAC Concorde. W sezonie 2006/2007 zadebiutował w jego barwach w pierwszej lidze mauretańskiej. Grał w nim do 2013 roku. Wywalczył z nim mistrzostwo Mauretanii w sezonie 2007/2008, wicemistrzostwo w sezonie 2009 oraz zdobył Puchar Mauretanii w 2009 roku. W latach 2013–2018 występował w FC Nouadhibou. W sezonach 2013/2014 i 2017/2018 został z nim mistrzem kraju, a w sezonie 2015/2016 - wicemistrzem. Zdobył też dwa krajowe puchary w 2017 i 2018 roku. Jesienią 2018 grał w ASC Police, a na początku 2019 wrócił do FC Nouadhibou. W sezonach 2018/2019 i 2019/2020 wywalczył z nim dwa mistrzostwa Mauretanii, a w 2020 zakończył karierę.

## Kariera reprezentacyjna
W reprezentacji Mauretanii Wade zadebiutował 11 sierpnia 2010 w zremisowanym 0:0 towarzyskim meczu z Palestyną, rozegranym w Nawakszucie. Od 2010 do 2018 wystąpił w kadrze narodowej 32 razy.